# Basílica de San Petronio

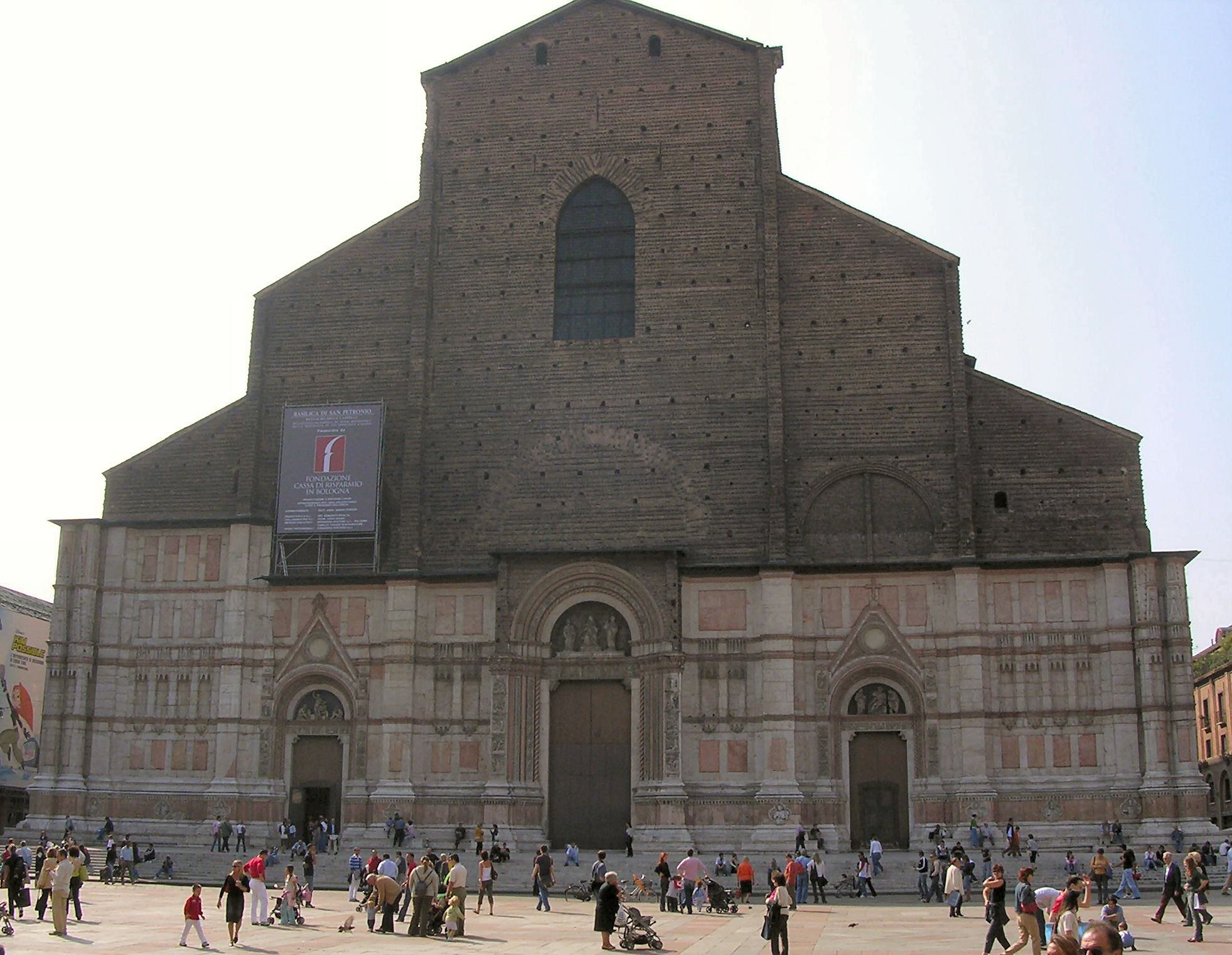
La fachada incompleta de San Petronio.

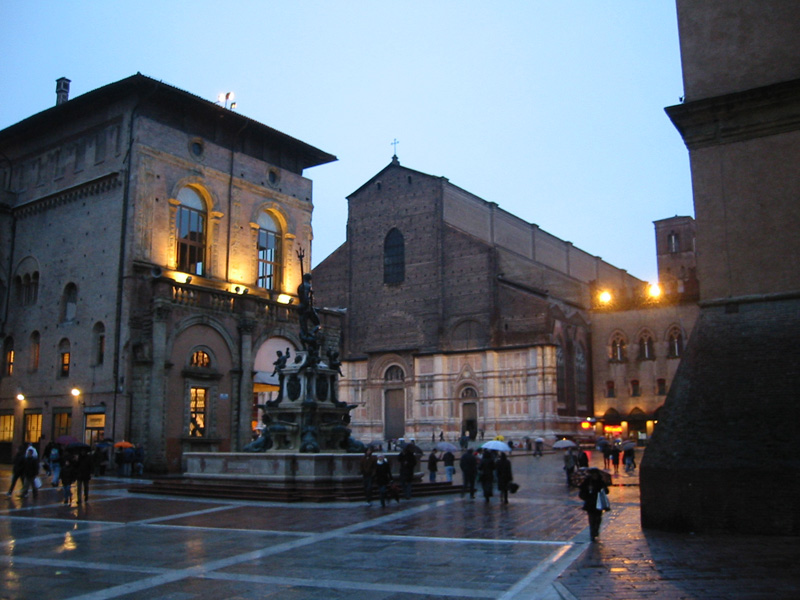
En primer plano, la fuente de Neptuno.

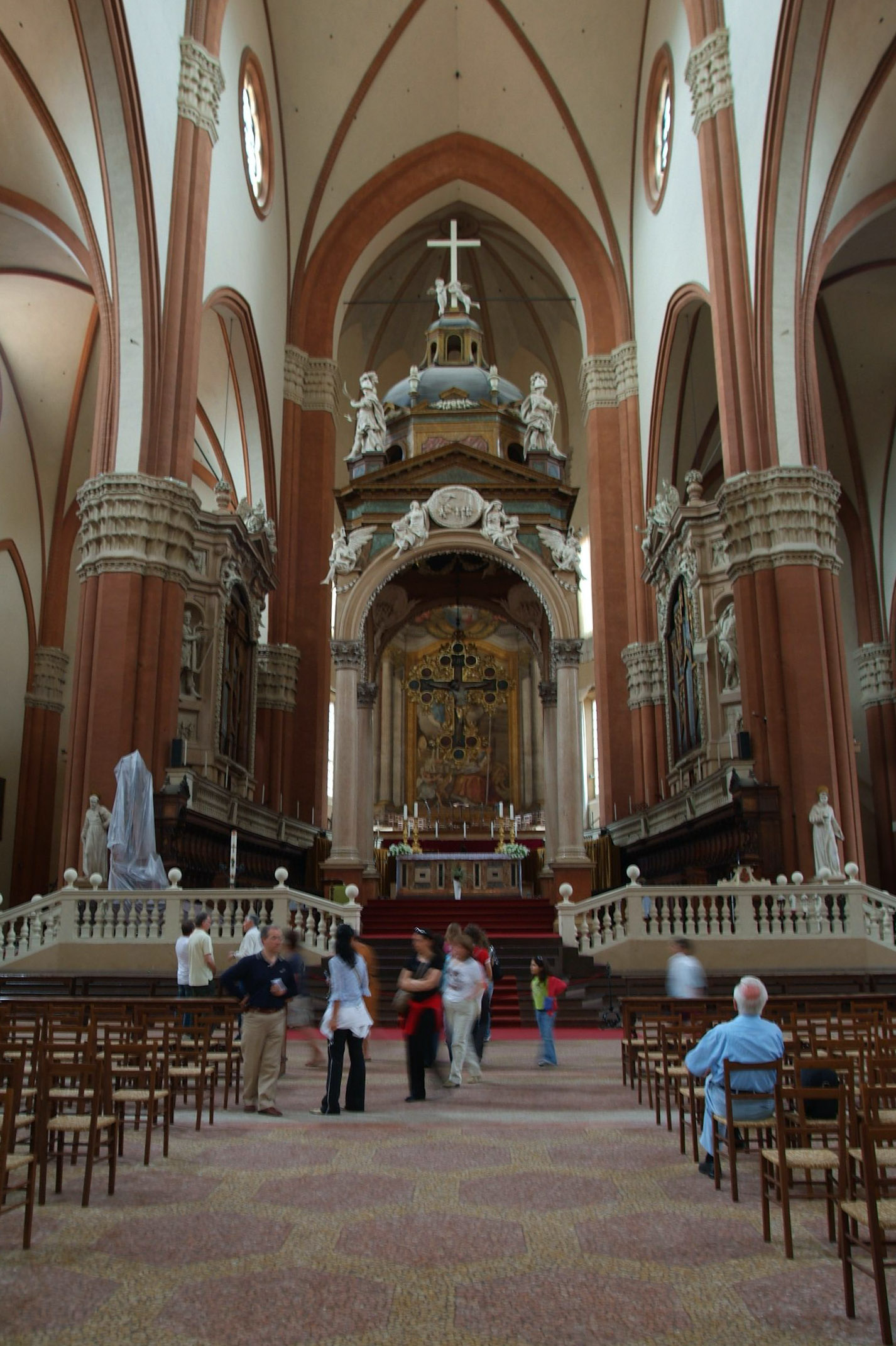
La nave, con el ciborio de Vignola.

La basílica de San Petronio es una iglesia de la ciudad italiana de Bolonia, de la que domina la Piazza Maggiore o plaza mayor. Sus imponentes dimensiones (132 metros de largo por 60 m de ancho, y una altura de la cúpula de 45 m) hacen de ella la quinta iglesia más grande del mundo.
Dedicada a San Petronio, patrón de la ciudad (de la que fue obispo en el siglo V), su construcción se remonta a 1390, cuando el ayuntamiento encargó a Antonio di Vincenzo los trabajos de edificación de una gran catedral en estilo gótico, que según las primeras intenciones hubiera debido sobrepasar —en dimensión— a la Basílica de San Pedro, en Roma (el proyecto de tal majestuosidad fue bloqueado por voluntad papal).
La basílica gozó desde un principio de gran prestigio, hasta el punto de ser escogida por Carlos V para su coronación como emperador por parte de Clemente VII en 1530. En la segunda mitad del siglo XVI el maestro de capilla fue Andrea Rota, músico muy apreciado en su momento.
Los trabajos se alargaron durante siglos: tras la realización de la primera versión de la fachada, en 1393 se iniciaron las obras para las capillas laterales, que fueron concluidas solo en 1479. Las decoraciones de la nave central son obra de Girolamo Rainaldi, que las llevó a cabo entre 1646 y 1658.
El embellecimiento de la fachada, con los nuevos portales menores a modo de corolario del portón central (Porta Magna) de Jacopo della Quercia, supuso también el revestimiento de la fachada. Pero las obras se pararon y retomaron varias veces: numerosos arquitectos (entre ellos, Baldassarre Peruzzi, Jacopo Barozzi da Vignola, Andrea Palladio, Alberto Alberti) fueron llamados para proponer soluciones artísticas, sin encontrar nunca una definitiva. Hoy en día la fachada permanece todavía incompleta.
La basílica fue transferida a la diócesis solo en 1929 y no fue consagrada hasta 1954; solo desde el año 2000 alberga las reliquias del santo patrón, hasta entonces conservadas en la basílica de Santo Stefano.

## Interior
En su interior destacan el Matrimonio místico de Santa Caterina de Filippino Lippi, una Virgen y Santos de Lorenzo Costa el Joven, una Piedad de Amico Aspertini. Son notables también el juego de colores de los revoques y las vidrieras policromadas.
Cabe resaltar también el coro de madera del Quattrocento de Agostino de' Marchi, los dos órganos monumentales (el de la derecha, de 1475, es el más antiguo de entre los órganos llegados hasta nosotros y el primero de registros independientes, realizado por Lorenzo di Giacomo da Prato; el de la izquierda, obra de Malamini (1596), fue añadido a finales del siglo XVI), y el ciborio del altar mayor, erigido en 1547 por Vignola.
También es posible admirar en el interior de la iglesia la Meridiana de Giandomenico Cassini, construida en 1655 en proyecto del astrónomo Giovanni Domenico Cassini: sus 66,8 m de largo hacen de ella la línea meridiana más larga del mundo.
La iglesia acoge los restos de Elisa Bonaparte, hermana de Napoleón.
La basílica de San Petronio fascinó al poeta italiano Giosuè Carducci, que le dedicó la poesía Nella piazza di San Petronio.

### Capilla Bolognini
La cuarta capilla en el lado izquierdo, la capilla Bolognini, decorada a inicios de 1400, tiene una rica transenna  marmórea en estilo gótico; en el altar se encuentra un riquísimo políptico gótico de madera dorada y policromada, con veintisiete figuras talladas y otras pintadas. Las paredes están pintadas al fresco, en su totalidad, por Giovanni de Módena: a la derecha el viaje de los Reyes Magos; en la de enfrente, episodios de la vida de San Petronio. A la izquierda el complejo del Juicio Universal presenta una figuración de tipo dantesco, dividida en tres espacios; arriba, el paraíso, lugar de los santos, con la coronación de la Virgen y Cristo en una forma «almendrada» (Deisis); abajo, el arcángel Miguel y el Infierno dividido en «bolgias» (bolge, en italiano, por la obra de Dante), con una gigantesca figura de Lucifer y Mahoma recostado.

## Terrorismo

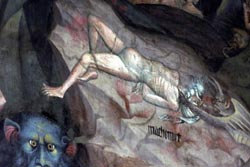
El fresco de Giovanni de Módena representa una de las ideas más comunes en la época: Mahoma siendo torturado por demonios en el Infierno. En el año 2002, extremistas islámicos conspiraron para hacer explotar la iglesia para destruir este fresco.

El fresco del Quattrocento de Giovanni de Módena (1379–1455), colocado en la capilla Bolognini, que representa entre otras cosas al profeta Mahoma entre los condenados a los Infiernos, ha sido recientemente objeto de gran atención para la opinión pública.
En septiembre del 2002, según unas pesquisas casuales por parte de las fuerzas del orden, habría podido ser objetivo de un atentado por parte de una supuesta célula terrorista en sintonía con Al Qaida.